# حسینیه خالومحمد
حسینیه خالومحمد مربوط به دوره قاجار است و در اردکان، ضلع غربی محله تیران واقع شده و این اثر در تاریخ ۲۴ اسفند ۱۳۸۳ با شمارهٔ ثبت ۱۱۵۱۲ به‌عنوان یکی از آثار ملی ایران به ثبت رسیده است.